# Dialysat
Le dialysat est une solution de composition variable proche de celle du plasma humain préparée par le générateur d'hémodialyse qui va permettre d'épurer le sang (plus précisément l'eau plasmatique) des patients souffrant d'insuffisance rénale chronique terminale lors d'une dialyse.